# Тойвонен, Ааро
Ааро Тойвонен (фин. Aaro Toivonen; 19 апреля 2005) — финский футболист, полузащитник клуба «Калев» Таллин.

## Биография
Воспитанник футбольных школ клубов «Касиюси» (Эспоо) и «Эспоо». В 2020 году перешёл в юношескую команду «ХИК» (Хельсинки). С апреля 2022 года стал играть на взрослом уровне за фарм-клуб ХИКа — «Клуби-04» в третьем дивизионе Финляндии. 30 июля 2022 года дебютировал в основном составе ХИКа в матче высшего дивизиона Финляндии против «Мариехамна», заменив на 61-й минуте Насима Бужеллаба, этот матч остался для него единственным в первом сезоне, а его клуб завоевал чемпионский титул. В 2023 году также сыграл в одном матче, а весной 2024 года провёл 5 матчей, в том числе впервые вышел в стартовом составе. В составе команды ХИКа до 19 лет — участник юношеской лиги УЕФА 2023/24 (4 матча).
Летом 2024 года вместе с другим игроком ХИК Станиславом Барановым был отдан в аренду в таллинский «Калев». Дебютный матч в чемпионате Эстонии сыграл 9 августа 2024 года против «Курессааре», заменив на 60-й минуте Александра Шведовского. 25 августа 2024 года стал автором первого гола в высшем дивизионе, отличившись в матче против «Нымме Юнайтед».
Выступал за сборные Финляндии младших возрастов, провёл более 20 матчей. Первый гол забил в составе команды 19-летних 17 октября 2023 года в ворота ровесников из Сан-Марино (8:0).

## Достижения
- Чемпион Финляндии: 2022